# Alfredo de Miranda Pinheiro da Cunha
Alfredo de Miranda Pinheiro da Cunha (Rio Grande, 1844 - Porto Alegre, 1901), foi um militar brasileiro que participou da Guerra do Paraguai como ajudante de ordens do General Câmara. Foi condecorado pela sua atuação na guerra, atingindo posteriormente o posto de general. Participou da operação de captura e morte de Solano López na batalha de Cerro Corá junto do tenente Franklin Menna Machado e de Chico Diabo, a quem foi atribuída oficialmente a responsabilidade pela morte de López e o fim da guerra.

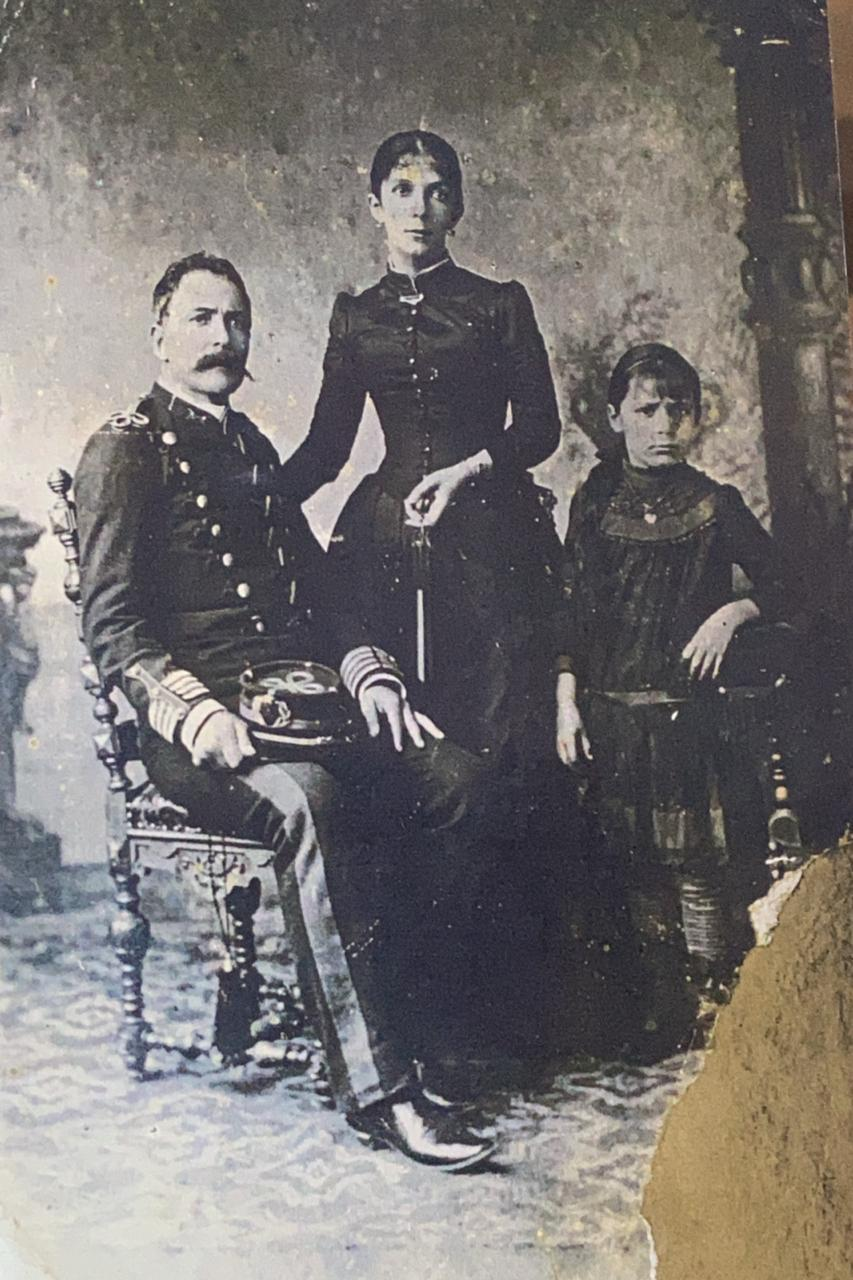
Alfredo de Miranda Pinheiro da Cunha e esposa, Cornélia de Miranda Pinheiro da Cunha. Terceira pessoa não identificada, provavelmente filha Maria do Carmo ou Alfredina.

## Biografia
Alfredo de Miranda Pinheiro da Cunha nasceu em 18 de maio de 1844, em Rio Grande, Rio Grande do Sul. Casou-se em 26 de dezembro de 1874 com Cornélia Ferreira, irmã de Epaminondas Brasileiro Ferreira, desembargador no Superior Tribunal de Justiça do RS (atual Tribunal de Justiça do RS), e um dos fundadores da Faculdade de Direito de Porto Alegre (atual Faculdade de Direito da UFRGS), e primeiro vice-diretor da instituição. Foi pai do jornalista Luiz Miranda, conhecido pelo pseudônimo "free kick".
Participou da guerra do Paraguai, viajando no vapor Alice com o Visconde de Taunay. Atuou na guerra como ajudante de ordens do General Câmara. Participou da operação de captura e morte de Solano López na batalha de Cerro Corá, que deu fim ao conflito

### Controvérsia sobre a morte de Solano López na batalha de Cerro Corá
Pinheiro da Cunha fazia parte do grupo composto pelo tenente Franklin Menna Machado, do cabo Francisco Lacerda (Chico Diabo), e do soldado João Soares, que buscava Solano López na batalha de Cerro Corá. Segundo Menna Machado, "o general Camara (sic) ordenou que se buscasse Lopez a todo transe". Obedecendo, o grupo viu "junto do Matto, a uma distância, Lopez a pé, sem chapão, acompanhando por dois ajudantes".
Duas versões existem sobre o que sucedeu da narrativa: Menna Machado relatou ter desferido um tiro de revolver contra o grupo, que veio a ferir Lopez.. No entanto, a versão oficial considerou Chico Diabo como o responsável por desferir o primeiro golpe que feriu Solano López, fato pelo qual recebeu homenagens e recompensa. A versão de Menna Machado foi narrada por outras testemunhas oculares e alimentou diversas controvérsias em jornais da época e no século seguinte.

Em 12 de outubro de 1870, o jornal Diário do Rio de Janeiro publicou relatos de testemunhas da Batalha de Cerro Corá, segundo as quais o grupo de Franklin Menna Machado fora o "primeiro a ferir de morte" Solano López, contrariamente à versão oficial, que atribuía o ataque a Chico Diabo. O Tenente Alfredo de Miranda Pinheiro da Cunha, testemunha ocular do evento, assim relatou (mantida a grafia original):
Alfredo de Miranda Pinheiro da Cunha, cavalleiro da imperial ordem do Cruzeiro, condecorado com as medalhas do merito militar e campanha do Uruguay, tenente do exercito da arma de cavallaria, ajudante de ordens do Exm. Sr. marechal visconde de Pelotas, etc., etc.
Atesto, por me ser pedido, que o Sr. tenente do 19º corpo provisorio da guarda nacional, Franklin Menna Machado, sendo ajudante de campo do S. Ex. Sr. visconde de Pelotas, quando este Exm. Sr. commandante das forças expedicionárias da villa da Conceição, assistiu ao combate de Cerro-Corá em 1º de Março do corrente anno, e tive occasião de ver que o seu comportamento foi o seguinte: Logo que Lopez foi reconhecido e perseguido, o referido Sr. tenente Franklin foi um dos que o perseguiram, apeando-se na beira do matto continuou então a pé dentro deste em perseguição de Lopez, em quem atirou com o seu revolver na ocasião em que este procurava galgar a margem esquerda do arroio Aquidaban, e teve a felicidade de empregar a sua arma mortal no lado esquerdo do ventre de Lopez; depois deste ter morrido e ainda espirando Sr. tenente Franklin tirou de Lopez um relógio, uma faca, um medalhão, e um par de botões de punho; tudo de ouro. É tudo quanto vi a respeito do tenente Franklin e dou fé de ter este testemunho por me ser pedido. (http://memoria.bn.gov.br/DocReader/094170_02/26448)

—Assunção, 7 de Julho de 1870.— Alfredo de Miranda Pinheiro da Cunha.
Aproximadamente cinquenta anos depois do evento, em 1920, o argumento tomou nova força com base no trabalho do jornalista Francisco de Assis Cintra, que publicou diversas colunas no jornal Correio da Manhã afirmando que Chico Diabo não fora responsável pela morte de Solano López. Outro depoimento de Pinheiro da Cunha afirmando o papel de Franklin Menna Machado foi citado, retirado dos Documentos da Guerra ,publicado em 1871:
Os animais começaram a se estolar. Lopez apegou-se rapidamente, despiu a blusa e desapareceu entre as arvores. Nisto, chegando mais gente, Simeão disse para o general Câmara, que se approximava a galope — "Lopez está ali!" O general fez um gesto de duvida, apeou-se também e entrou na mata. Atráz della corria o Aquidaban, quando um córrego. O morrro não estava dentro dagua, ate aos joelhos, procurando galgar a barranca opposta; o companheiro estendia-lhe a mão. O general Câmara meteu-se também no córrego. "Entregue, marechal, bradou-lhe, sou o general brasileiro!" Lopez deu um golpe na direcção de Câmara e já em terra caiu de joelhos. "Morro com a patria!" exclamou. "Desarmem este homem!" ordenou Camara. Um soldado do 9° de infantaria atirou-se sobre elle e o agarrou nos pulsos, apesar de sua resistencia. Na luta, Lopez caiu uma vez dentro dagua e mergulhou a cabeça, saindo com ancía a buscar respiração. Nesses instantes rapidissimos um soldado de cavallaria veio correndo e descarregou-lhe no lado esquerdo um tiro á queima-roupa, que foi direito ao coração. Lopez deu um grande quantidade de sangue jorrou-lhe da boca e nariz; os pés ficaram metidos nagua, o corpo estendido na margem esquerda. Estava sem chapéo, com calça azul de gallão de ouro, camisa fina, colete, botas Milite. No bolso do colete havia um relogio de ouro, que o general Camara mandou offerecer a um dos museus da Côrte. Na tampa de cima, havia as tres lettras entrelaçadas da firma F.S.L. e na outra, as armas da Republica: o bonet phrygio, supportado por uma haste, cujo pé descanssa ao lado do leão de Castella abatido, e as palavras — Paz y Justicia; no tympano: Republica del Paraguay. No bolso da blusa havia duas canetas, um hanbik de marfim com a inscrição “vencer é morrer” — que o coronel Tavares recolheu e entregou ao tenente, e alguns papeis em hespanhol, todos os quaes foram metidos em uma caixa.
A controvérsia dos anos 1920 levou Chico Diabo a ser "destronado do pedestal da História do Brasil" e a sua retirada dos livros escolares.

### Após Guerra do Paraguai
Ao retornar da Guerra, recebeu condecorações e foi promovido a major em 1890. Em 1894, foi reformado em razão de enfermidade e lhe foi concedida licença no mesmo ano, como general de brigada reformado, para residir no Rio Grande do Sul.
Faleceu no Rio Grande do Sul em razão de enfermidade em 1901. Seu obituário ressaltou sua participação na Campanha da Cordilheira e sua amizade com o Marechal Floriano Peixoto, "velho e dedicado amigo" e "companheiro de barraca nos acampamentos no Paraguay [sic]"